# Malschwitz
Malschwitz (hornolužickosrbsky Malešecy) je obec v Horní Lužici v německé spolkové zemi Sasko. Nachází se v zemském okrese Budyšín a má přibližně 4 700 obyvatel.

## Historie
První písemná zmínka o vsi pochází z roku 1225, kdy je uváděna jako Malswiz. V roce 1936 byla k Malschwitz připojena do té doby samostatná obec Pließkowitz, roku 1994 pak obce Baruth, Kleinbautzen a Niedergurig.

## Přírodní poměry
Malschwitz leží na východě zemského okresu Budyšín na hranici se zemským okresem Zhořelec, severovýchodně od okresního města Budyšín. Hlavními vodními toky jsou Spréva a její pravý přítok Löbauer Wasser. Na území obce se nachází velké množství rybníků a zasahuje sem Chráněná krajinná oblast Oberlausitzer Heide- und Teichlandschaft. Obcí neprochází železnice.

## Správní členění
Malschwitz se dělí na 23 místních částí:
- Baruth bei Bautzen (Bart)
- Briesing (Brězynka)
- Brießnitz (Brězecy)
- Brösa (Brězyna)
- Buchwalde (Bukojna)
- Cannewitz (Skanecy)
- Doberschütz (Dobrošecy)
- Dubrauke (Dubrawka)
- Gleina (Hlina)
- Guttau (Hućina)
- Halbendorf/Spree (Połpica)
- Kleinbautzen (Budyšink)
- Kleinsaubernitz (Zubornička)
- Lieske (Lěskej)
- Lömischau (Lemišow)
- Malschwitz (Malešecy)
- Neudorf/Spree (Nowa Wjes/Sprjewja)
- Niedergurig (Delnja Hórka)
- Pließkowitz (Plusnikecy)
- Preititz (Přiwćicy)
- Rackel (Rakojdy)
- Ruhethal (Wotpočink)
- Wartha (Stróža)

## Obyvatelstvo
Celé území obce Malschwitz náleží k lužickosrbské oblasti osídlení. Hornolužická srbština je zde často používána v běžném i společenském životě.

## Pamětihodnosti
- panské domy v Preititz, Kleinbautzenu a Guttau
- kostel v Malschwitz
- rytířský statek v Niedergurigu